# IC 1420
IC 1420 — галактика типу SB () у сузір'ї Пегас.
Цей об'єкт міститься в оригінальній редакції індексного каталогу.